# TA24 (水雷艇)
TA24は第二次世界大戦時のドイツ海軍の水雷艇。元はイタリアのアリエテ級水雷艇「アルテューロ (Arturo)」であり、イタリアの降伏により未完成状態でドイツ軍に接収された。その後ドイツ海軍で就役し、1945年3月18日にイギリス駆逐艦により撃沈された。
アリエテ級は主砲はOTOメラーラ47口径100㎜両用砲2門であり、また計画上は37㎜機銃2丁と20㎜機銃10丁装備であった。水雷兵装は450㎜（17.7インチ）3連装魚雷発射管2基で、機雷28個搭載であった。しかし、供給上の問題から水雷兵装や対空火器は当初の予定通りとはならなかった。「TA24」は魚雷発射管は設計通りであったが、対空兵装は20㎜機銃20丁装備であった。 
ジェノバのアンサルド社で建造。1942年7月15日起工。1943年3月27日進水。同年9月にドイツの手に渡り、10月4日に就役。第10水雷群に編入された。第10水雷群はジェノバ配備で、護衛や機雷敷設、沿岸防備を任務とした。
「TA24」は機雷敷設任務に18回、偵察任務に25回、陸上砲撃任務に4回、護衛任務に3回従事した。
1943年12月22-23日、「TA24」および水雷艇「TA23」と機雷敷設艦「ニーダーザクセン (Niedersachsen)」はコルシカ島北端沖への機雷敷設作戦に従事した。この時の機雷でイギリスの掃海スループ「Clacton」と揚陸艦「LST411」が失われている。
1944年2月1日から26日の間に、第10水雷群は4度の機雷作戦に従事し、MTBとの交戦も発生した（「TA24」の参加状況は不明）。2月18-19日には「TA24」、「TA27」、「TA28」でテヴェレ川河口の南への機雷敷設に向かい、途中イギリス駆逐艦と思われるものやMTBの攻撃を受けるも作戦は成功した。また、同月にはコルシカ島のバスティア砲撃作戦も実施され、「TA24」は5度参加した。3月2日未明、「TA24」と「TA28」はバスティア港を攻撃。砲撃と共に魚雷4本を発射した。
5月、第10水雷群（「TA24」、「TA29」、「TA30」）はリグリア海で4度の機雷敷設を行った。6月も機雷敷設作戦は続き、作戦中6月17-18日には「TA24」と「TA29」はアメリカおよびイギリスの魚雷艇など（「PT-207」、「MTB633」、「MTB640」、「MTB655」、「MGB658」または「PT207」、「MTB633」、「MTB655」、「MGB658」、「MGB663」）と交戦した。7月も第10水雷群による機雷敷設は行われ、敵魚雷艇との戦闘も発生した。7月25-26日と7月26日に「TA24」、「TA28」、「TA29」はマリーナ・ディ・ピサ・アルノ川河口間に対する砲撃作戦に従事。8月30-31日にも「TA24」、「TA29」、「TA32」で同様の艦砲射撃が実施された。
1944年10月1日、機雷敷設作戦で「TA24」は機雷を積んだ「TA29」および「TA32」とともにジェノバを出撃し、途中でRボートと合流してサンレーモへと向かった。しかし、インペリアを過ぎたところでアメリカ駆逐艦「グリーヴス」と遭遇して攻撃を受け、作戦を断念。「TA29」と「TA24」の衝突事故が発生したものの、3隻は無事にジェノバへ戻った。
1945年3月17-18日夜、第10水雷群の残存艦3隻（「TA24」、「TA29」、「TA32」）はゴルゴーナ島の南やコルス岬の北へ機雷を敷設した。ジェノバへの帰路、第10水雷群はリヴォルノにあった連合国軍のレーダーに捕捉され、イギリス駆逐艦「ルックアウト」と「ミーティア」がその攻撃に向かった。まず第10水雷群は「ルックアウト」の攻撃を受けて「TA24」と「TA29」が被弾。「TA29」は落伍し撃沈された。続いて「ミーティア」の攻撃を受けた。同艦の砲撃をうけて「TA24」は被弾し、続いて雷撃により魚雷1発が命中して北緯43度49分、東経9度27分で沈没した。「ミーティア」は生存者119名を救助している。「TA32」は逃走に成功した。